# Ferenc Komlóssy
Ferenc Komlóssy (nume complet Komlóssy Ferenc Xavér Károly sau Charles Francis Xavier Komlóssy) (n. 17 decembrie 1817, Timișoara—d. 14 iulie 1892, Viena) a fost un pictor de origine maghiară, reprezentant al stilului Biedermeier. Ferenc Komlóssy a făcut studii la Academia de Artă din Viena și a participat la înființarea primei asociații maghiare de artă. A pictat în special peisaje și flori.
Komlóssy Ferenc Xavér Károly s-a născut în familia lui Ferenc Komlóssy și al Zsuzsannei Steiner la Timișoara. A avut un frate: Antal Komlóssy. A fost căsătorit cu Johanna Catharina Bousifet de Moricourt, o aristocrată de origine belgiană cu care a avut trei copii: Izabella Komlóssy, Irma Komlóssy și Franciska Xavéria Komlóssy.